# Zdeněk Bláha
Pour les articles homonymes, voir Blaha.
Temple de la renommée français : 2019
Zdeněk Bláha (né le 16 juin 1924 à Bratislava et mort le 12 mars 2023) est joueur de hockey sur glace né en Tchécoslovaquie et devenu entraîneur.

## Carrière d'entraîneur
En 1956, il entraine le club yougoslave du HK Jesenice. Il remporte le titre de champion de Yougoslavie en 1957. En 1975, il arrive de Tchécoslovaquie pour entrainer l'équipe de Gap. Les résultats ne se firent pas attendre. Dès la saison 1976-1977, le Gap Hockey Club est sacré champion de France. Le club haut-alpin conservera son titre la saison suivante, toujours sous ses ordres. Parallèlement à son poste à Gap, et de 1978 à 1980, il dirigea l'Équipe de France de hockey sur glace. Après cette expérience, il part entraîner à Saint-Pierre-et-Miquelon puis à Clermont-Ferrand. La formation auvergnate accèdera à la Nationale 1B. À l'automne 1989, il remplace Jan Simun à la tête des Diables Rouges de Briançon.
Le 22 juin 2019, il est intronisé au Temple de la renommée du hockey français.

### Carrière en club
Au cours de sa carrière, Zdeněk Bláha a entraîné les clubs suivants :
- 1956 : HK Jesenice (Championnat de Yougoslavie)
- 1975-1979[5] : Gap Hockey Club (Championnat de France)
- 1983-1985[5] : Gap Hockey Club (Championnat de France)
- 1985-1988[6] : Sangliers Arvernes de Clermont-Ferrand (Championnat de France)
- 1989-1990 : Diables rouges de Briançon (Championnat de France)

### Carrière en équipe nationale
- 1978-1980[7] : Équipe de France de hockey sur glace

## Trophées et honneurs personnels
- Championnat de Yougoslavie de hockey sur glace
  - 1956-1957 : Champion de Yougoslavie avec Jesenice
- Ligue Magnus
  - 1976-1977 : Champion de France avec Gap
  - 1977-1978 : Champion de France avec Gap
- Temple de la renommée du hockey français
  - 2019